# Jorge Pardón
Jorge Ernesto Pardón García (Arequipa, 4 de marzo de 1905-Lima, 22 de enero de 1993) fue un futbolista peruano que jugaba como arquero y fue el primero en su puesto en la selección de fútbol del Perú. Sus padres fueron Enrique Pardón y Rebeca García.

## Trayectoria
Inició su carrera en el Independencia de Arequipa en 1920. Luego jugó en Lima por el Deportivo Nacional y el Circolo Sportivo Italiano. En 1928 militó por una temporada en Atlético Chalaco, fichando en el año siguiente, por el Sporting Tabaco, club por el que jugó hasta su retiro.
También practicó el baloncesto y jugó en Atlético Bilis, entre otros clubes.
Falleció el 20 de enero del año 1993 a los 87 años en el distrito limeño de Surquillo. Estuvo casado con Juana Cisneros.

## Selección nacional
Fue internacional con la selección de fútbol del Perú en 6 partidos entre 1927 y 1930.

### Participaciones en Copas del Mundo
| Mundial                        | Sede    | Resultado    |
| ------------------------------ | ------- | ------------ |
| Copa Mundial de Fútbol de 1930 | Uruguay | Primera fase |

### Participaciones en Copa América
| Torneo            | Sede      | Resultado     |
| ----------------- | --------- | ------------- |
| Copa América 1927 | Perú      | Tercer puesto |
| Copa América 1929 | Argentina | Cuarto puesto |

## Clubes
| Club                      | País | Año       |
| ------------------------- | ---- | --------- |
| Independencia             | Perú | 1920-1925 |
| Deportivo Nacional        | Perú | 1926      |
| Circolo Sportivo Italiano | Perú | 1927      |
| Atlético Chalaco          | Perú | 1928      |
| Sporting Tabaco           | Perú | 1929-1934 |